# Hilst
Hilst est une municipalité de la Verbandsgemeinde Pirmasens-Land, dans l'arrondissement du Palatinat-Sud-Ouest, en Rhénanie-Palatinat, dans l'ouest de l'Allemagne.

## Histoire
Hilst est une ancienne commune de la Moselle[Quand ?].